# Nephodia irrorata
Nephodia irrorata là một loài bướm đêm trong họ Geometridae.